# El Bakry Yehia
El Bakry Yehia (ur. 13 lipca 1976 w Gharbii) – egipski wioślarz.

## Osiągnięcia
- Mistrzostwa Świata – Lucerna 2001 – dwójka bez sternika – 10. miejsce[1].
- Mistrzostwa Świata – Sewilla 2002 – ósemka – 9. miejsce[1].
- Mistrzostwa Świata – Sewilla 2002 – dwójka bez sternika – 12. miejsce[1].
- Mistrzostwa Świata – Mediolan 2003 – dwójka bez sternika – 12. miejsce[1].
- Mistrzostwa Świata – Mediolan 2003 – dwójka bez sternika – 26. miejsce[1].
- Mistrzostwa Świata – Gifu 2005 – dwójka bez sternika – 14. miejsce[1].
- Mistrzostwa Świata – Eton 2006 – czwórka bez sternika – 13. miejsce[1].
- Mistrzostwa Świata – Monachium 2007 – czwórka bez sternika – 15. miejsce[1].
- Mistrzostwa Świata – Poznań 2009 – czwórka bez sternika – 15. miejsce[1].